# Мурманский отряд
Мурманский отряд (или мурманчане, пол. Murmańczycy) ― общее название польских военных формирований, которые сражались против большевиков в районе Мурманска и Архангельска на севере России в 1918―1919 годах. 
Этот отряд, под английским командованием, формально считавшееся выделенным из состава 5-й польской дивизии, был организован в середине 1918 года полковником Станиславом Соллогуб-Довойно, а потом им командовал подполковник Юлиан Скоковский, его численность не превышала 400 человек. Поляки были частью войск Англии и Франции принимавших участие в иностранной военной интервенции в Россию на её Севере.

## Предыстория
В мае и июне 1918 года три польских корпуса были распущены (см. Польские части в России (1914—1920)). Польские офицеры, которые ранее служили в Русской императорской армии, собрались в Киеве, после чего создали так называемую «Военную комиссию», опираясь на многочисленные польские общины, которые на тот момент проживали в Москве. Генерал Юзеф Халлер был избран главнокомандующим всеми силами на востоке.
15 июня Халлер подписал соглашение с западными союзниками, согласно которому создавались национальные польские части на севере России, в районе Мурманска и Архангельска, который в то время находился под контролем бывших союзников Российской империи. Польские солдаты были постепенно перевезены из этих портов во Францию, чтобы присоединиться к польской армии, которая проходила формирование там.
В результате этого тысячи этнических польских солдат бывшей Русской императорской армии, а также польские военнопленных, служивших в немецкой или австро-венгерской армиях, направились на север страны. Большевики, которые узнали о договоре от немецкого посла Вильгельма фон Мирбаха, арестовывали и расстреливали на месте попадавшихся польских солдат, поэтому лишь меньше тысячи поляков достигли Мурманска.
В июне 1918 года Военная комиссия учредила Мобилизационный отдел, возглавляемый полковником Михалом Роля-Жимерским. Ему была поручена задача направить солдат в район Мурманска, где уже была создана 4-я польская стрелковая дивизия. Отдел продолжал свою работу вплоть до середины июля 1918 года, когда его деятельность была пресечена большевиками по приказу Льва Троцкого. Новый центр для польских солдат был вскоре открыт на Кубани.
20 июня 1918 года генерал Халлер выехал из Москвы во французском санитарном поезде, и через шесть дней прибыл в Мурманск, где встретился с генералом Фредериком Катберт Пулом. После этой встречи польские солдаты получили приказ прибыть в город Кола, где был развёрнут штаб. 4 июля генерал Халлер покинул Россию и отправился в Шотландию на борту британского эсминца. Уплывая, он назначил Люциана Желиговского новым главнокомандующим польскими войсками на востоке.
В связи с недостаточным количеством солдат и офицеров, что объяснялось тем, что многие опытные военнослужащие отправлялись во Францию, чтобы пополнить там польские подразделения, Желиговский решил не формировать дивизию. Вместо этого были сформированы несколько небольших отрядов, которые получали материальную поддержку от англичан, с которыми поляки сотрудничали против большевиков. Первый из польских отрядов в северной России был создан в июне 1918 года в Коле: он состоял из стрелковой роты со взводом пулемётчиков (всего около 200 человек). Вторым отрядом было так называемое северодвинское отделение, сформированное из польских солдат из Архангельска. Когда 31 июля 1918 года в этом городе вспыхнуло восстание против большевиков, поляки вступили в бой.
В октябре 1918 года польский отряд в Коле, который находился под британским командованием, был переведён в Архангельск. Ещё один польский отряд был создан в Онеге. К середине января 1919 года количество «мурманчан» оценивалась в 22 офицеров и 286 солдат.

## Борьба с большевиками
Несмотря на растущие трудности с пополнением, все подразделения были хорошо экипированы и готовы к бою. Они участвовали в союзнической интервенции в России до середины сентября 1919 года, когда все войска были эвакуированы из Архангельска в Польшу. До этого польские войска сражались с большевиками на Кольском полуострове, а также защищали железнодорожную линию от Архангельска до Вологды. Генерал Эдмунд Айронсайд, который командовал «мурманчанами», отзывался о них, как о превосходных солдатах.

## Дальнейшая судьба мурманчан
Все мурманчане вернулись в Польшу к декабрю 1919 года. Вскоре после этого они были призваны в польскую армию, где в очередной раз дали бой большевикам, будучи объединены с 64-м грудзёндзским пехотным полком, став его 3-м батальоном.
Во времена Второй Польской Республики существовало Объединение мурманчан, и в 1938 году, по его инициативе, 64-й пехотный полк был переименован в 64-й поморский полк мурманских стрелков.
В межвоенный период, а также после 1990 года, участие поляков в войне на севере России отмечается на Могиле неизвестного солдата в Варшаве (надпись MURMAN 1918).